# Tümpisagavatsits
Tümpisagavatsits (Timpashauwagotsits), jedno od pajutskih plemena ili skupina Chemehuevi Indijanaca koji su živjeli na jugoistoku Kalifornije u planinama Providence Mountains.